# Nicki Micheaux
Nicki Micheaux (* 1971 in Detroit, Michigan) ist eine US-amerikanische Schauspielerin. Bekanntheit erlangte sie größtenteils durch ihre Rolle der Jenn Sutton in der ABC-Family-Serie Lincoln Heights.

## Leben und Karriere
Nicki Micheaux wurde als Tochter eines Offiziers geboren. Zusammen mit ihrem Ehemann, den sie 2000 heiratete, hat sie eine Tochter (* 2005) und einen Sohn (* 2009).
Micheaux erste Fernsehauftritte waren 1996 im Film Emergency in Space und 1997 in Tödliches Geständnis. Nach Gastrollen in Practice – Die Anwälte, City of Angels, Strong Medicine: Zwei Ärztinnen wie Feuer und Eis und Felicity folgte in den Jahren 2001 und 2002 eine wiederkehrende Rolle in der Serie Soul Food. Ebenfalls 2002 verkörperte sie sechs Folgen lang die Rolle der Karla in Six Feet Under – Gestorben wird immer. Nach weiteren Auftritten in The West Wing – Im Zentrum der Macht, New York Cops – NYPD Blue und JAG – Im Auftrag der Ehre folgte 2004 ein siebenteiliger Auftritt in The Shield – Gesetz der Gewalt. 2005 folgte ein Gastauftritt in Desperate Housewives sowie 2006 einer in Brothers & Sisters. Micheaux erste Hauptrolle, die ihr auch Bekanntheit einbrachte, war 2007 die der Jennifer „Jenn“ Sutton an der Seite von Russell Hornsby in Lincoln Heights. Diese Rolle hatte sie bis zur Einstellung der Serie nach vier Staffeln 2009 inne. Im selben Jahr erschien sie noch in einer Folge von Castle. 2010 war sie in mehreren Kurzfilmen und einer Folge der Serie Detroit 1-8-7 zu sehen. 2011 erschien sie in Law & Order: LA, The Mentalist und Prime Suspect. 2012 war sie in einer Folge der TNT-Serie Perception mit von der Partie.

## Filmografie (Auswahl)
- 1996: Emergency in Space (The Cold Equations)
- 1997: Tödliches Geständnis (Murder Live!)
- 1998: Practice – Die Anwälte (The Practice, Fernsehserie, Folge 3x08)
- 1998, 2003: New York Cops – NYPD Blue (NYPD Blue, Fernsehserie, 2 Folgen)
- 1999: Pacific Blue – Die Strandpolizei (Pacific Blue, Fernsehserie, Folge 5x10)
- 2000: City of Angels (Fernsehserie, 2 Folgen)
- 2000: Strong Medicine: Zwei Ärztinnen wie Feuer und Eis (Strong Medicine, Fernsehserie, Folge 1x05)
- 2000: Felicity (Fernsehserie, 3 Folgen)
- 2001: Philly (Fernsehserie, 2 Folgen)
- 2001–2002: Soul Food (Fernsehserie, 6 Folgen)
- 2002: The Agency – Im Fadenkreuz der C.I.A. (The Agency, Fernsehserie, Folge 1x12)
- 2002: The District – Einsatz in Washington (The District, Fernsehserie, Folge 2x14)
- 2002: Six Feet Under – Gestorben wird immer (Six Feet Under, Fernsehserie, 6 Folgen)
- 2002: The West Wing – Im Zentrum der Macht (The West Wing, Fernsehserie, Folge 3x21)
- 2003: Polizeibericht Los Angeles Dragnet, (Fernsehserie, 2 Folgen)
- 2003: JAG – Im Auftrag der Ehre (JAG, Fernsehserie, Folge 9x08)
- 2004: The Shield – Gesetz der Gewalt (The Shield, Fernsehserie, 7 Folgen)
- 2005: Die Liebe stirbt nie (Their Eyes Were Watching God, Fernsehfilm)
- 2005: Desperate Housewives (Fernsehserie, Folge 2x05)
- 2006: Brothers & Sisters (Fernsehserie, Folge 1x05)
- 2007–2009: Lincoln Heights (Fernsehserie, 43 Folgen)
- 2009: Castle (Fernsehserie, Folge 1x06)
- 2010: Veit (Kurzfilm)
- 2010: Detroit 1-8-7 (Fernsehserie, Folge 1x04)
- 2010: Narcocorrido (Kurzfilm)
- 2011: Law & Order: LA (Law & Order: Los Angeles, Fernsehserie, Folge 1x20)
- 2011: The Mentalist (Fernsehserie, Folge 4x01)
- 2011: Prime Suspect (Fernsehserie, Folge 1x02)
- 2012: Perception (Fernsehserie, Folge 1x07)
- 2013: Anklage: Mord – Im Namen der Wahrheit
- 2014: The Pact 2
- 2016: Animal Kingdom  (Fernsehserie, 6 Folgen)
- 2017: Lowlife
- 2018: Colony (Fernsehserie, 4 Folgen)
- 2018–2019: S.W.A.T. (Fernsehserie, 4 Folgen)
- 2019: Good Trouble (Fernsehserie, 8 Folgen)
- 2019: Chicago P.D. (Fernsehserie, 2 Folgen)
- 2019–2020: In the Dark (Fernsehserie)
- 2022: Navy CIS: L.A.: Liebe ist tödlich, Russische Methoden, Alte Freundinnen (Fernsehserie)
- 2022: Law & Order: Organized Crime (Fernsehserie, 1 Folge)